# Pterostigma

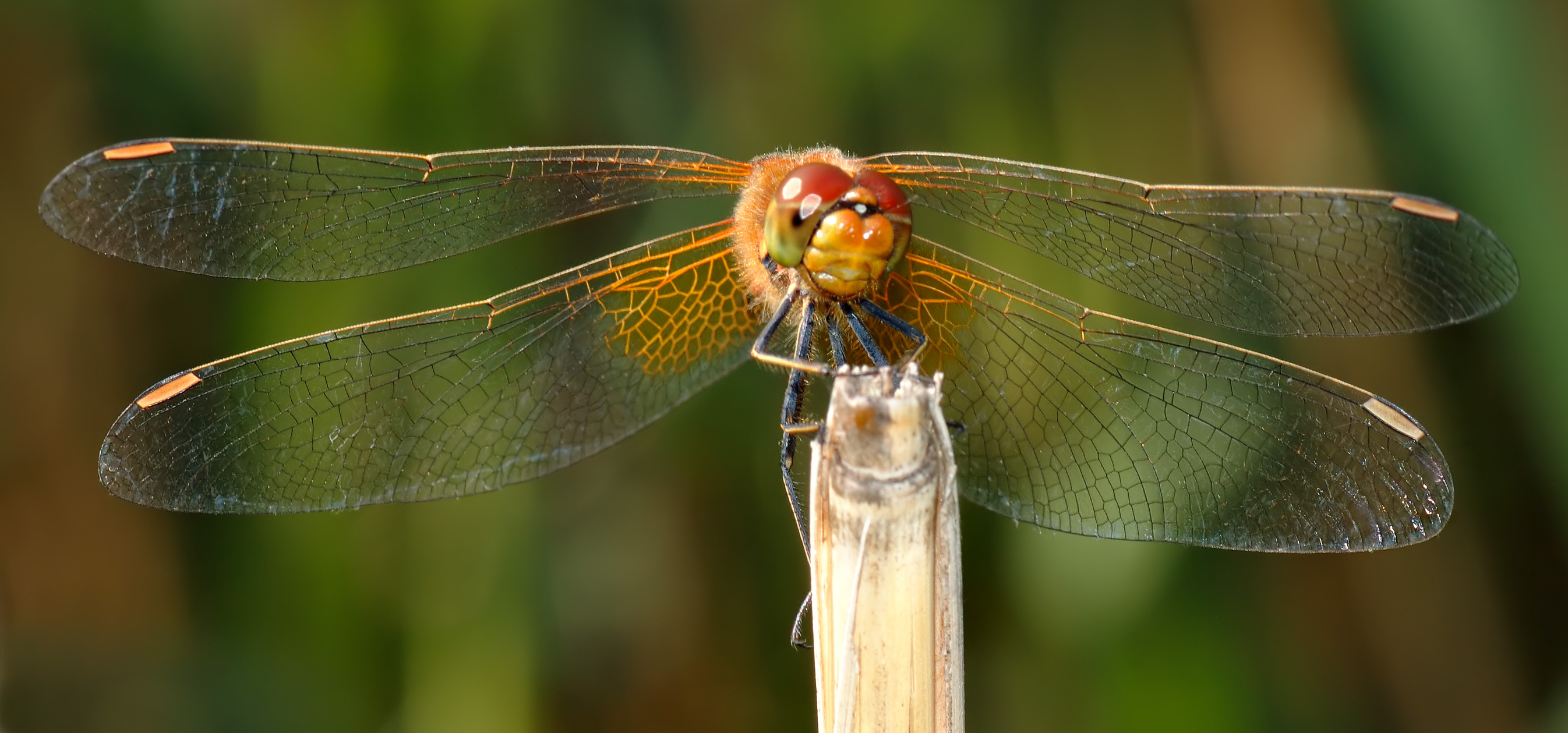
Gefleckte Heidelibelle mit deutlichen Flügelmalen

Das Pterostigma oder Flügelmal ist ein besonders ausgeprägtes Feld im Flügel der Libellen und vieler anderer Fluginsekten. Es findet sich zum Beispiel auch bei Blattläusen, Hautflüglern, Staubläusen, Ameisenjungfern, Netzflüglern und Schwebfliegen. Es befindet sich an der Vorderkante der Vorderflügelspitzen (bei Libellen auch der Hinterflügelspitzen) und ist meist etwas vergrößert und häufig dunkel gefärbt. Die Existenz und die Ausbildung des Pterostigmas wird bei Libellen zur Bestimmung der Arten und für ihre systematische Einordnung genutzt.
Zur Funktion gibt es verschiedene Erklärungsversuche:
- Das Pterostigma befindet sich wahrscheinlich noch im Gesichtsfeld der Libellen und dient den Tieren dazu, beim Flug zwischen senkrechten Strukturen zu navigieren, ohne mit den Flügeln anzustoßen.
- Denkbar ist auch die Funktion eines Vibrationsstoppers. Durch die Hämolymphe im Pterostigma und der sich verdichtenden Flügeladerung kommt es zu einer Beschwerung und zugleich Versteifung der Flügelkanten, wodurch eine Resonanz des Flügels verhindert wird.
- Ferner könnte die Verstärkung der am stärksten beanspruchten Stelle einer Beschädigung des Flügels vorbeugen.